# رؤیاهای شهر
رویاهای شهر (عربی: أحلام المدينة) یک فیلم به کارگردانی محمد ملص است که در سال ۱۹۸۴ منتشر شد. از بازیگران آن می‌توان به ایمن زیدان اشاره کرد.